# Stephen Jackson
Stephen Jesse Jackson (ur. 5 kwietnia 1978 w Houston) – amerykański koszykarz grający w lidze NBA na pozycji niskiego skrzydłowego lub obrońcy, mistrz NBA z 2003, z drużyną San Antonio Spurs.

## Kariera sportowa
W 1996 wystąpił w meczu gwiazd amerykańskich szkół średnich - McDonald’s All-American.
Został wybrany w drafcie przez Phoenix Suns, w II rundzie, z numerem 43 w 1997.
W lipcu 2015 ogłosił zakończenie kariery sportowej.

## Osiągnięcia
Na podstawie, o ile nie zaznaczono inaczej
NBA
- Mistrz NBA (2003)
- Wicemistrz NBA (2013)
- Uczestnik Rising Stars Challenge (2001)
- Lider play-off w skuteczności rzutów za 3 punkty (2012)[4]
- Zawodnik tygodnia NBA (2.12.2007, 19.01.2010)